# 874 a.C.
L'874 a.C. (DCCCLXXIV a.C. in numeri romani) è un anno  del IX secolo a.C.

## Eventi
- Osorkon II sale al trono dell'Alto e Basso Egitto, succedendo a Takelot I
- Horsaset è primo profeta di Amon.

## Morti
- Smendes III, sacerdote egizio
- Takelot I, faraone egizio